# 王さまものがたり
王さまものがたり（おうさまものがたり）は、NHKプチプチ・アニメで2007年5月より放送中の1話5分のストップモーション・アニメーションである。
主に切り絵スタイルで映像作成しているが、染色した布やフェルト、毛糸などカラフルで多種の材料を用いることで、素材にできる影や風合いなどを活かした独自の表現をつくっている。
文化庁メディア芸術祭アニメーション部門 審査委員会推薦作品（2007年、2008年）。

## 登場キャラクター
王さま
のんびり屋だけれど好奇心いっぱい。ひげは生えているが、心は8歳。はじめての体験をしたくて、ワンタとともにこっそりお城を抜け出す。
ワンタ
王さまが飼っている黒いイヌ。
ウサギの兄弟
弟の名前はマロン、兄の名前は未定。

## スタッフ
- アニメーション、声の出演：ミスミヨシコ（三角芳子）
- 音楽（作曲・演奏）：タマトミカ - タマ（広田圭美）とミカ（内藤美佳子）の音楽ユニット

## 各話リスト
| 話数 | サブタイトル         | 初回放送日     |
| ---- | -------------------- | -------------- |
| 1    | 王さま海へ行く       | 2007年5月21日  |
| 2    | 王さま発明する       | 2008年1月21日  |
| 3    | 王さま種をまく       | 2008年5月19日  |
| 4    | 王さま演奏する       | 2009年5月18日  |
| 5    | 王さま森に行く       | 2010年5月3日   |
| 6    | 王さまとさかなちゃん | 2012年2月22日  |
| 7    | 王さま雲にのる       | 2013年1月28日  |
| 8    | 王さま地下へ行く     | 2014年2月17日  |
| 9    | 王さまとひつじちゃん | 2015年1月8日   |
| 10   | にわとりさんの恋     | 2016年11月11日 |
| 11   | 王さまとおかし       | 2018年11月30日 |